# Raimundo Carrero
Raimundo Carrero (* 20. Dezember 1947 in Salgueiro, Pernambuco) ist ein brasilianischer Schriftsteller und Journalist.
Als Journalist arbeitete er 25 Jahre lang für Radio, Fernsehen und die Zeitung Diario de Pernambuco, unter anderem auch als Literaturkritiker. Er war Teil der Künstlerbewegung Movimento Amorial, die sich in der Nordostregion Brasiliens gebildet hatte.
Er war Pressesprecher der Fundação Joaquim Nabuco und der Universität Universidade Federal de Pernambuco. Bis 1998 war er Präsident der Kulturerbestiftung 'Fundação de Patrimônio Artístico e Histórico de Pernambuco' (Fundarpe).
Carrero gewann zahlreiche Literaturpreise. Er nahm unter anderem an den Literaturfestivals FLIP Festa Literária Internacional de Paraty und FLIPORTO in Porto de Galinhas teil.
Keines seiner Werke erschien bisher in Deutschland.

## Werke
- As sombrias ruínas da alma
- Os segredos da ficção
- A história de Bernarda Soledade – A tigre do sertão (1975)
- As sementes do sol – O semeador (1981)
- A dupla face do baralho – Confissões do comissário Félix Gurgel (1984)
- Sombra severa (1986)
- Maçã agreste (1989)
- Sinfonia para vagabundos (1992)
- Extremos do arco-íris (1992)
- Somos pedras que se consomem (1995)
- As sombrias ruínas da alma (1999)
- O delicado abismo da loucura (2005), Erzählungen
- O amor não tem bons sentimentos (2007)
- A preparação do escritor (2009)
- A minha alma é irmã de deus (2009)
- Seria uma sombria noite secreta (2011)
- Tango lo Mango (2013)
- O senhor agora vai mudar de corpo (2015)